# Gaden (dokumentarfilm fra 2020)
 For alternative betydninger, se Gaden. (Se også artikler, som begynder med Gaden)
Gaden er en dansk tv-dokumentarserie i tre afsnit. Serien blev oprindeligt sendt på TV 2 i 2020. En filmversion af serien blev udvalgt til visning i årets program på CPH:DOX i 2020.

## Gaden - tv-dokumentar
I serien medvirker Mette, Danny og Wesley, tre stofbrugere fra Istedgade, der fortæller deres livshistorier om misbrug og hårde vilkår. Gennem de tre episoder følges de tre fra gaden i to år, og serien/filmen dokumenterer deres kamp for at slippe bort fra livet med prostitution og stofmisbrug. Serien blev vist på TV 2 i foråret 2020 med efterfølgende mulighed for streaming.

## Gaden - dokumentarfilm
Før udsendelsen blev vist på TV 2, blev de tre episoder af Gaden klippet til en film i spillefilmslængde. Filmen blev udvalgt til CPH:DOX i 2020 i den sammenklippede udgave.
Filmens internationale titel er Street of Darkness.

## Eksterne referencer
- https://tv.tv2.dk/gaden
- https://www.impacttv.dk
- Gaden på Internet Movie Database (engelsk)
- Gaden på Filmdatabasen
- Gaden på The Movie Database (engelsk)